# Угрызения 4: Театральный кружок
«Угрызения 4: Театральный кружок» (англ. Eating Out 4: Drama Camp) — комедия, снятая в 2011 году, является продолжением фильмов «Угрызения», «Угрызения 2: В(л)ажные моменты» и «Угрызения 3: Всё, что вы можете съесть».

## Сюжет
Отношения Кейси и Зака зашли в тупик. Казалось, что былых чувств уже не вернуть, но все могло измениться в театральном кружке Дика Дикея при летнем лагере. Здесь Зак знакомится с красивым парнем по имени Бенджи. Затем Зака и Бенджи выбирают на роли любовников в современной сексуальной версии «Укрощения строптивой», их самообладание подвергнется серьёзной проверке. В это время Кейси тоже не скучает, к нему начинает проявлять интерес другой участник этого драмкружка, симпатичный парень Бо. Смогут ли Зак и Кейси сохранить свои отношения или им суждено разойтись?

## В ролях
| Актёр               | Роль    |
| ------------------- | ------- |
| Даниэль Скелтон     | Кейси   |
| Крис Сальваторе     | Зак     |
| Аарон Майло         | Бенджи  |
| Реббека Кочан       | Тиффани |
| Хармони Сантана     | Лилли   |
| Минк Стол           | Хелен   |
| Ронни Кроелл        | Бо      |
| Гарикайи Мутамбирва | Джейсон |

## Релиз
Премьера фильма Угрызения 4: Театральный кружок в Соединенных Штатах состоялась на телеканале LOGO 25 июля 2011 года. На DVD фильм был выпущен в октябре 2011 года.